# 파멜라 블레어
파멜라 블레어(Pamela Blair, 1949년 12월 5일 ~ )는 미국의 배우, 댄서, 연극 배우, 텔레비전 배우, 영화배우이다.

## 영화
- 비비스와 버트헤드 (1996년)
- 비포 앤 애프터 (1996년)
- 코스비 가족 (1984년)
- 애니 (1982년)